# Мальтійський архіпелаг

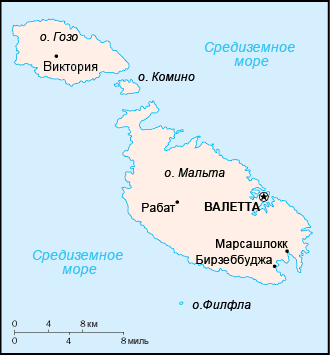
Мальтійський архіпелаг

35°55′ пн. ш. 14°26′ сх. д. / 35.917° пн. ш. 14.433° сх. д.
Мальтійський архіпелаг — архіпелаг у Середземному морі, що складається з 8 більших островів та численних острівців. Чотири острови заселені. Мальтійський архіпелаг розташований за 93 км від острова Сицилія, за 288 км на схід від Тунісу, за 340 км на північ від Лівії та за 570 км на захід від Греції (точніше від грецького острова Кефалінія).
Населені острови:
- Мальта
- Гоцо
- Коміно
- Маноель[2]

Крім цього до складу архіпелагу входить декілька дрібних незаселених островів.